# دایناسور خوب
دایناسور خوب (به انگلیسی: The Good Dinosaur) انیمیشنی محصول کمپانی پیکسار در ژانر فانتزی است که توسط والت دیزنی پیکچرز در تاریخ ۲۵ نوامبر ۲۰۱۵ منتشر شد.

## خلاصه داستان
خانواده‌ای از دسته آرژانتیناسور در جنگل زندگی می‌کنند. یکی از پسران این خانواده به شدت ترسو است و از سوی خانواده مورد تمسخر قرار می گیرد و ...

## بازیگران
- لوکاس نف
- جان لیسگو
- فرانسیس مک‌دورمند
- نیل پاتریک هریس
- جودی گریر
- بیل هیدر

## نمایش
در ابتدا قرار بود این انیمیشن در سال ۲۰۱۴ منتشر شود که بعدها با تغییر تاریخ، روز ۲۵ نوامبر ۲۰۱۵ برای توزیع و نمایش اعلام شد.

## افتخارات
- هفتاد و سومین مراسم گلدن گلوب

| قسمت                | نامزد    | نتیجه    |
| ------------------- | -------- | -------- |
| بهترین فیلم انیمیشن | پیتر سون | نامزدشده |